# Yoğunoluk, Kepsut
Yoğunoluk là một xã thuộc huyện Kepsut, tỉnh Balıkesir, Thổ Nhĩ Kỳ. Dân số thời điểm năm 2010 là 260 người.